# White Flag (bài hát của Dido)
"White Flag" là một bài hát của nghệ sĩ thu âm người Anh quốc Dido nằm trong album phòng thu thứ hai của cô, Life for Rent (2003). Nó được phát hành vào ngày 1 tháng 9 năm 2003 như là đĩa đơn đầu tiên trích từ album bởi Arista Records. Bài hát được viết lời và sản xuất bởi Dido và Rollo Armstrong, với sự tham gia hỗ trợ viết lời từ Rick Nowels, những cộng tác viên quen thuộc trong sự nghiệp của cô. Đây là một bản pop mang giai điệu chậm, với nội dung thể hiện mong muốn không từ bỏ mối quan hệ tình cảm của một người phụ nữ, ngay cả khi cô ấy biết mối quan hệ của cô đã không thể cứu vãn. Trong một cuộc chiến, lá cờ trắng tượng trưng cho sự đầu hàng. Bằng cách khẳng định "sẽ không có lá cờ trắng nào," cô ngụ ý mình sẽ không phủ nhận mối quan hệ hay giả vờ nó chấm dứt nữa.
Sau khi phát hành, "White Flag" nhận được những phản ứng tích cực từ các nhà phê bình âm nhạc, trong đó họ đánh giá cao giai điệu đẹp cũng như dễ nghe của nó. Bài hát còn gặt hái nhiều giải thưởng và đề cử tại những lễ trao giải lớn, bao gồm chiến thắng một giải Brit cho Đĩa đơn Anh quốc của năm tại lễ trao giải thường niên lần thứ 24 và một đề cử giải Grammy cho Trình diễn giọng pop nữ xuất sắc nhất tại lễ trao giải thường niên lần thứ 46. "White Flag" cũng đạt được những thành công vượt trội về mặt thương mại, đứng đầu các bảng xếp hạng ở Úc, Áo, Đức, Ý và Na Uy, và lọt vào top 10 ở hầu hết những quốc gia nó xuất hiện, bao gồm vươn đến top 5 ở nhiều thị trường lớn như Bỉ, Đan Mạch, Pháp, Ireland, Hà Lan, Thụy Điển, Thụy Sĩ và Vương quốc Anh. Tại Hoa Kỳ, nó đạt vị trí thứ 18 trên bảng xếp hạng Billboard Hot 100, trở thành đĩa đơn thứ hai trong sự nghiệp của Dido lọt vào top 20 tại đây, và được chứng nhận đĩa Vàng từ Hiệp hội Công nghiệp ghi âm Mỹ (RIAA).
Video ca nhạc cho "White Flag" được đạo diễn bởi Joseph Kahn và có sự tham gia diễn xuất của David Boreanaz, trong đó miêu tả câu chuyện về một mối quan hệ đã chấm dứt, mặc dù vẫn còn yêu nhau nhưng luôn tránh mặt nhau, và họ vẫn giữ hình ảnh của đối phương ở nhà mỗi người. Để quảng bá bài hát, Dido đã trình diễn nó trên nhiều chương trình truyền hình và lễ trao giải lớn, bao gồm Good Morning America, Late Show with David Letterman, The Tonight Show with Jay Leno, Top of the Pops và Giải Âm nhạc châu Âu của MTV năm 2003. Được ghi nhận là một trong những bài hát trứ danh của Dido, "White Flag" đã xuất hiện trong nhiều bộ phim tác phẩm điện ảnh và truyền hình, như Smallville, The Inbetweeners, Medium, The Sopranos, Tru Calling, Cold Case, Winners & Losers, và Perfect Stranger. Ngoài ra, Carly Rae Jepsen cũng thể hiện bài hát trong Canadian Idol.

## Danh sách bài hát
| Đĩa CD tại Anh quốc và CD #1 tại châu Âu 1. "White Flag" – 3:58 2. "Paris" – 3:23 Đĩa CD #2 tại châu Âu 1. "White Flag" – 4:00 2. "Paris" – 3:22 3. "White Flag" (Johnny Toobad phối) – 4:10 | Đĩa CD tại Hoa Kỳ 1. "White Flag" (radio chỉnh sửa) – 3:36 2. "Stoned" (Deep Dish phối lại) (radio chỉnh sửa) – 4:02 3. "Paris" – 3:24 4. "White Flag" (video ca nhạc) – 3:40 |

## Xếp hạng
| Bảng xếp hạng (2003-04)               | Vị trí cao nhất |
| ------------------------------------- | --------------- |
| Úc (ARIA)                             | 1               |
| Áo (Ö3 Austria Top 40)                | 1               |
| Bỉ (Ultratop 50 Flanders)             | 3               |
| Bỉ (Ultratop 50 Wallonia)             | 2               |
| Brazil (ABPD)                         | 20              |
| Đan Mạch (Tracklisten)                | 2               |
| Châu Âu (European Hot 100 Singles)    | 1               |
| Phần Lan (Suomen virallinen lista)    | 19              |
| Pháp (SNEP)                           | 5               |
| Đức (Official German Charts)          | 1               |
| Hy Lạp (IFPI Greece)                  | 8               |
| Ireland (IRMA)                        | 2               |
| Ý (FIMI)                              | 1               |
| Hà Lan (Dutch Top 40)                 | 4               |
| Hà Lan (Single Top 100)               | 5               |
| New Zealand (Recorded Music NZ)       | 12              |
| Na Uy (VG-lista)                      | 1               |
| Ba Lan (Polish Singles Chart)         | 1               |
| Bồ Đào Nha (Portuguese Singles Chart) | 1               |
| Romania (Romanian Top 100)            | 9               |
| Scotland (OCC)                        | 2               |
| Tây Ban Nha (PROMUSICAE)              | 11              |
| Thụy Điển (Sverigetopplistan)         | 2               |
| Thụy Sĩ (Schweizer Hitparade)         | 2               |
| Anh Quốc (OCC)                        | 2               |
| Hoa Kỳ Billboard Hot 100              | 2               |
| Hoa Kỳ Adult Contemporary (Billboard) | 2               |
| Hoa Kỳ Adult Pop Airplay (Billboard)  | 4               |
| Hoa Kỳ Pop Airplay (Billboard)        | 19              |

| Bảng xếp hạng (2003)                 | Vị trí |
| ------------------------------------ | ------ |
| Australia (ARIA)                     | 78     |
| Austria (Ö3 Austria Top 75)          | 13     |
| Belgium (Ultratop 50 Flanders)       | 25     |
| Belgium (Ultratop 40 Wallonia)       | 30     |
| Denmark (Tracklisten)                | 12     |
| Europe (European Hot 100 Singles)    | 4      |
| France (SNEP)                        | 47     |
| Germany (Official German Charts)     | 12     |
| Ireland (IRMA)                       | 8      |
| Italy (FIMI)                         | 7      |
| Japan (Tokyo Hot 100)                | 37     |
| Netherlands (Dutch Top 40)           | 10     |
| Netherlands (Single Top 100)         | 24     |
| New Zealand (Recorded Music NZ)      | 27     |
| Norway Autumn Period (VG-lista)      | 1      |
| Sweden (Sverigetopplistan)           | 16     |
| Switzerland (Schweizer Hitparade)    | 5      |
| UK Singles (Official Charts Company) | 12     |
| Bảng xếp hạng (2004)                 | Vị trí |
| Netherlands (Dutch Top 40)           | 158    |
| US Billboard Hot 100                 | 36     |
| US Adult Contemporary (Billboard)    | 1      |
| US Adult Top 40 (Billboard)          | 14     |

| Bảng xếp hạng (2000-09)           | Vị trí |
| --------------------------------- | ------ |
| Netherlands (Dutch Top 40)        | 87     |
| US Adult Contemporary (Billboard) | 34     |

## Chứng nhận
| Quốc gia                                                                           | Chứng nhận      | Số đơn vị/doanh số chứng nhận |         |
| ---------------------------------------------------------------------------------- | --------------- | ----------------------------- | ------- |
| Úc (ARIA)                                                                          | Vàng            | 35.000^                       |         |
| Áo (IFPI Áo)                                                                       | Vàng            | 15.000*                       |         |
| Bỉ (BEA)                                                                           | Vàng            | 25.000*                       |         |
| Đan Mạch (IFPI Đan Mạch)                                                           | Vàng            | 5,000^                        |         |
| Đức (BVMI)                                                                         | Vàng            | 250.000^                      |         |
| Na Uy (IFPI)                                                                       | Bạch kim        | 10.000*                       |         |
| autocat=yes}}                                                                      | Thụy Điển (GLF) | Vàng                          | 20.000^ |
| Thụy Sĩ (IFPI)                                                                     | Vàng            | 20.000^                       |         |
| Anh Quốc (BPI)                                                                     | Vàng            | 440,000                       |         |
| Hoa Kỳ (RIAA)                                                                      | Vàng            | 500.000^                      |         |
| * Chứng nhận dựa theo doanh số tiêu thụ. ^ Chứng nhận dựa theo doanh số nhập hàng. |                 |                               |         |

## Lịch sử phát hành
| Khu vực | Ngày                | Định dạng       | Hãng đĩa                 |
| ------- | ------------------- | --------------- | ------------------------ |
| Brazil  | 28 tháng 8 năm 2003 | Tải kĩ thuật số | Sony Music Entertainment |